# قومية صينية

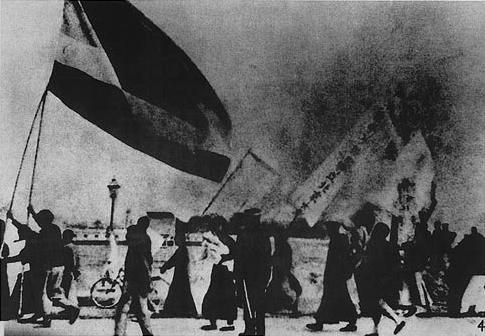

القومية الصينية (بالصينية المُبسطة: 中国民族主义؛ بالصينية التقليدية: 中國民族主義؛ بالبينيين: Zhōngguó mínzú zhǔyì) هي شكل من أشكال القومية في الصين تؤكد انتماء الشعب الصيني للأمة والوطن، وتشجع على وحدة الصينيين الثقافية والوطنية. تختلف القومية الصينية عن القومية الهانية التي كانت تسعى إلى استقلال شعب الهان من سلطة سلالة تشينغ الحاكمة، وباتت الآن تحمل آراءً شوفينية وعنصرية تجاه الأقليات العرقية في الصين.
برزت القومية الصينية في آخر سنوات من عهد سلاسة تشينغ الحاكمة (1636–1912) كرد فعل للهزيمة النكراء التي حلت بالصين في الحرب الصينية اليابانية الأولى (1894–1895)، إلى جانب غزو مدينة بكين ونهبها من قبل تحالف البلاد الثمانية اللاتي سعين إلى وقف الهجوم على الأجانب في الصين خلال ثورة الملاكمين عام 1900. وفي كلتا الحالتين، اضطرت الصين لدفع تعويضات مالية جسيمة ومنح امتيازات خاصة للأجانب. وبذلك سقطت سمعة الإمبراطورية الصينية العريقة، وباءت آخر محاولات تحديث النظام القديم وتقويته بالفشل. أخفق ليناغ تشيتشاو في إصلاح حكومة تشينغ في عام 1896، ونُفي لاحقًا إلى اليابان حيث ترجم أفكار القومية إلى اللغة الصينية وبات ينادي بالقومية بنفسه. كان ليانغ وأمثاله من أنصار النظام الملكي يرون أن الإمبراطورية الصينية يجب أن تكون موحدة بكاملها. جادل ليانغ الثوار المعادين للماتشو والشوفينيين الهانيين مثل سون يات سين الذي وافق ليانغ على رأيه في النهاية وبدأ يتقبل جميع الشعوب في الصين، بمن فيهم شعب الماتشو، بصفتهم أفرادًا في أمة الصين الموحدة التي قامت في عام 1912 عندما أُطيح بحكومة تشينغ.
تحالفت الصين مع الحلفاء في الحرب العالمية الأولى على أمل استرداد سيادتها من ألمانيا. رغم أن الصين كانت تحارب في صف الطرف الفائز، تعرضت للإهانة من جديد بسبب معاهدة فيرساي لعام 1919 التي لم تمنح الصين الامتيازات التي كانت تتمتع بها ألمانيا، بل منحتها لعدوها الحقود: اليابان. أشعلت تلك الإهانة حركة الرابع من مايو عام 1919 التي استحالت إلى احتجاجات شاملة شجعت على بروز القومية الصينية وظهور نزعة نحو الحشد السياسي وعزوف الشعب عن الأنشطة الثقافية وصفوة المجتمع من المفكرين والسياسيين. عقب الإطاحة بالإمبراطورية القديمة في عام 1912، حُكمت الصين من قبل أمراء الحروب المحليين، ولكن روح الوحدة الوطنية القوية تجسدت في الحملة العسكرية الشاملة التي قادها حزب الكومينتانغ. حققت الصين أهداف القومية الصينية ببناء حكومة جمهورية قوية طغت على جميع أمراء الحروب المحليين وخفضت الامتيازات الأجنبية بشدة. ورغم ذلك ظل الشعب الصيني غارقًا في الفقر الشديد ومُعرضًا لخطر المجاعات والأوبئة.
نشبت حرب أهلية في الصين بين أنصار القومية والشيوعيين. لعبت الخصومات العرقية دورًا هامًا في تلك الفترة. شكّل شعب الهان أغلبية سكان الصين، ورغم ذلك ضمت الصين أقليات عرقية عديدة. بحلول عام 1930 طرد شيانغ كاي شيك الشيوعيين من ائتلاف الكومينتانغ، ولكنه أخفق في تدمير الحركة الشيوعية بالكامل، فقد فر ماو تسي تونغ (1893–1976) هاربًا مع أنصاره خلال المسيرة الطويلة، وأقام دولة منافسة للصين في أقاليم نائية في شمال غرب الصين. هجمت اليابان على الصين من جديد في عام 1931 وسيطرت على منشوريا. حققت عصبة الأمم في أمر هذا العدوان واستنكرته، ولكن اليابان انسحبت من عصبة الأمم ولم يتحرك ضدها أحد. ازداد الجيش الياباني بأسًا وبدأ يتجاهل حكومته في طوكيو. وفي عام 1937 شنت اليابان حربًا شاملة على الصين، واحتلت جميع المدن الكبرى والمناطق الساحلية فيها في وقت قصير. هُزمت الحكومة القومية هزيمة نكراء وفرت هاربة إلى مناطق نائية في جنوب غرب الصين. وعقب هزيمة اليابان في الحرب العالمية الثانية عام 1945، برزت حركة القومية الصينية من جديد في ذات الوقت الذي استعادت فيه الصين أراضيها المفقودة مثل منشوريا وتايوان. حصلت الصين على حق الفيتو في مجلس الأمن التابع للأمم المتحدة التي أُنشئت حديثًا. ورغم ذلك استمرت الحرب الأهلية بين القوميين والشيوعيين. انتصر الشيوعيون في عام 1949، وفرت عناصر الكومينتانغ إلى تايوان، وأعلنوا أن تلك الجزيرة هي جمهورية الصين الشرعية. اغتنم الشيوعيون فرصة استغلال النزعة القومية في الصين لصالحهم. سعت الحكومة الوطنية الجديدة جاهدةً إلى قمع أنصار الانفصالية في التبت وفي أوساط الأويغور، وهم أقلية تركية تعيش في أقصى غرب الصين داخل إقليم شينجيانغ. سعت قوات الكومينتانغ إلى استقلال هونغ كونغ عن الصين، لكنها واجهت احتجاجات واسعة في عام 2018. باتت حركة القومية الشعبوية عاملًا مؤثرًا في سياسات الصين الداخلية والخارجية في القرن الحادي والعشرين، لا سيما وأنها تحظى بتأييد جين تشي بينغ، الأمين العام للحزب الشيوعي منذ عام 2012.

## الأقليات العرقية

### المسلمون الصينيون والأويغور
لعب الصينيون المسلمون دورًا هامًا في القومية الصينية. يتألف الصينيون المسلمون (يُعرفون باسم شعب الهوي) من خليط من أحفاد المسلمين الأجانب مثل العرب والفرس، والهان الصينيون الذين اعتنقوا الإسلام. يتحدث هؤلاء المسلمون بالصينية، ويتبعون مبادئ الكونفوشية.
هو سونغشان، إمام مسلم من نينغشيا، من أحد أبرز القوميين الصينيين، وكان يدعو المسلمين إلى القومية الصينية ووحدة الشعب الصيني، ويحذرهم من الإمبريالية والتهديدات الأجنبية. حتى إنه أوصى بتحية العلم الصيني في أوقات الصلاة، وحث أئمة المسلمين في نينغشا على الدعوة إلى القومية الصينية. قاد سونغشان جماعة الإخوان المسلمين الصينية التي باتت منظمة صينية قومية وطنية تشدد على التعليم واستقلال الفرد. ألف سونغشان كذلك الأدعية باللغة العربية والصينية، ودعا فيها الله إلى نصر حكومة الكومينتانغ الصينية وهزيمة اليابان. ردد سونغشان حديث النبي محمد (聖訓) الذي قال فيه: «حب الوطن من الإيمان» (بالصينية: 愛護祖國是屬於信仰的一部份). نقد سونغشان أولئك الذين لم يبدوا ولاءهم للصين وأولئك المعادين للفكر القومي نقدًا لاذعًا، وادعى أنهم يتظاهرون بكونهم مسلمين.
كان ماتشي تشي مسلمًا صينيًا إصلاحيًا، ومؤسس مذهب تشي داو تانغ الإسلامي. علّم ماتشي تشي أتباعه أن الطريقة الوحيدة لفهم الإسلام هي من خلال الاستعانة بالثقافة الصينية مثل الكونفوشية. قرأ ماتشي تشي النصوص الصينية الكلاسيكية، حتى أنه حذا حذو لاوتسي عندما قرر الذهاب إلى مكة لأداء مناسك الحج.